# Gustav Radde
Gustav Ferdinand Richard Radde (Danzig, 15 de novembro de 1831 – Tbilisi, 15 de março de 1903) foi um naturalista e explorador alemão.